# Harádics
Harádics (1899-ig Hradist, szlovákul Hradište pod Vrátnom, németül Hradisch) község Szlovákiában, a Nagyszombati kerületben, a Szenicei járásban.

## Fekvése
Szenicétől 13 km-re délkeletre fekszik.

## Története
1262-ben említik először. 1332-ben a pápai tizedjegyzék már említi a falu templomát. Lakói mészégetéssel, olajpréseléssel, hímzéssel foglalkoztak. Birtokosa a Pálffy család volt.
Vályi András szerint "HRADIS. vagy Hradistya. Tót falu Nyitra Várm. földes Ura a’ Nyitrai Káptalanbéli Uraság, lakosai katolikusok, fekszik Szénásfalútól más fél, Brezovátol egy, Oszuszkához pedig fél mértföldnyire, Rákóczinak verekedésekor sokat szenyvedett, malma nevezetes, mind a’ két féle fája van elég, és sok meszet égetnek lakosai, legelője jó, réttye kövér."
Fényes Elek szerint "Hradist, tót falu, Nyitra vmegyében, Jablonczához 1/2 óra: 1088 kath., 5 evang., 20 zsidó lak. Kath. paroch. templommal, erdővel s vizimalommal. F. u. a gr. Erdődyné jókői uradalma. Ut. p. Nagy-Szombat."
A trianoni békeszerződésig Nyitra vármegye Szenicei járásához tartozott.

## Népessége
| Év:            | 1994. | 2004.   | 2014.   | 2024.   |
| -------------- | ----- | ------- | ------- | ------- |
| Emberek száma: | 692   | 701     | 659     | 665     |
| Eltérés:       |       | +1,30 % | -5,99 % | +0,91 % |

| Év:            | 2023. | 2024.   |
| -------------- | ----- | ------- |
| Emberek száma: | 661   | 665     |
| Eltérés:       |       | +0,60 % |

1910-ben 1042, túlnyomórészt szlovák lakosa volt.
2001-ben 701-en lakták, ebből 680 szlovák, 11 cseh, 7 magyar, 3 cigány.
2011-ben 676 lakosából 627.

## Nevezetességei
- Szent Márton tiszteletére szentelt római katolikus temploma 1631-ben épült.
- A műemlék Mihály-malom.
- A falu gazdag népi hagyományokkal rendelkezik.

## Külső hivatkozások
- Községinfó
- Harádics Szlovákia térképén
- Rövid ismertető szlovákul Archiválva 2007. szeptember 27-i dátummal a Wayback Machine-ben
- E-obce.sk
- Hradište pod Vrátnom (Hradist, Harádics, Hradisch) a Via Sancti Martini honlapján